# Maureen Ellsworth
Maureen Ellsworth (12 de octubre de 1991) es una deportista de los Países Bajos que compite en atletismo. Ganó una medalla de bronce en el Campeonato Europeo de Atletismo por Equipos de 2019, en la prueba de 4 × 400 m.